# Єрусалимський округ
Єрусалимський округ — один з шести адміністративних округів Ізраїлю з центорм у Єрусалимі. Його площа дорівнює 652 км.2 (включаючи Східний Єрусалим суверенітет Ізраїлю над яким не визнаний світовою спільнотою). 
Серед населення переважають євреї — 68.4 % та 29.8 % араби (неєврейське населення складається з 28.3 % мусульман, 1.8 % християн та 1.4 %, які не назвали віросповідання). 

## Підокруга
| Міста                   | Населені пункти                           | Регіональні ради |
| ----------------------- | ----------------------------------------- | ---------------- |
| - Єрусалим - Бейт-Шемеш | - Абу-Ґош - Кір'ят-Єарім - Мевасерет-Ціон | - Мате Єгуда     |